# Будаева, Дулмажап Доржитаровна
Дулмажап Доржитаровна Будаева — советский хозяйственный и государственный деятель, лауреат Государственной премии СССР за выдающиеся достижения в труде.

## Биография
Родилась в 1930 году в Бурят-Монгольской АССР. Член КПСС.
В 1942—1991 годах — подпасок, чабан, старший чабан колхоза им. XX партсъезда Селенгинского района Бурят-Монгольской/ Бурятской АССР.
В укрупненной отаре Будаевой насчитывалось 1130 овцематок. В десятой пятилетке по своей отаре Дулмажап Доржитаровна вырастила по 117 ягнят на сотню овцематок, а по укрупненной — 103.
За увеличение производства высококачественной продукции животноводства на основе эффективного использования достижений науки, передовой практики и новых форм организации труда была в составе коллектива удостоена Государственной премии СССР за выдающиеся достижения в труде 1983 года.
Жила в Селенгинском районе Бурятии.

## Награды
- Орден Октябрьской Революции
- Орден Знак Почёта